# Утиашвили, Валико Алексеевич
Валико Алексеевич Утиашвили — советский хозяйственный, государственный и политический деятель, Герой Социалистического Труда.

## Биография
Родился в 1920 году в нынешнем Гурджаанском районе Грузии. Член КПСС.
С 1940 года — на хозяйственной, общественной и политической работе. В 1940—1986 гг. — колхозник, агроном, бригадир, заместитель председателя, председатель колхоза имени Калинина Гурджаанского района Грузинской ССР (предшественник — Владимир Захарьевич Осошвили).
Указом Президиума Верховного Совета СССР от 30 марта 1982 года присвоено звание Героя Социалистического Труда с вручением ордена Ленина и золотой медали «Серп и Молот».
Избирался депутатом Верховного Совета СССР 7-го созыва.
Делегат XXVI съезда КПСС
Умер после 1986 года.

## Награды и звания
- Герой Социалистического Труда (30.03.1982).
- орден Ленина (02.04.1966, 27.12.1976, 30.03.1982)
- орден Октябрьской Революции (08.04.1971)